# Wellington (region)
Wellington är en av Nya Zeelands regioner, belägen på den södra spetsen av Nordön.

## Geografi

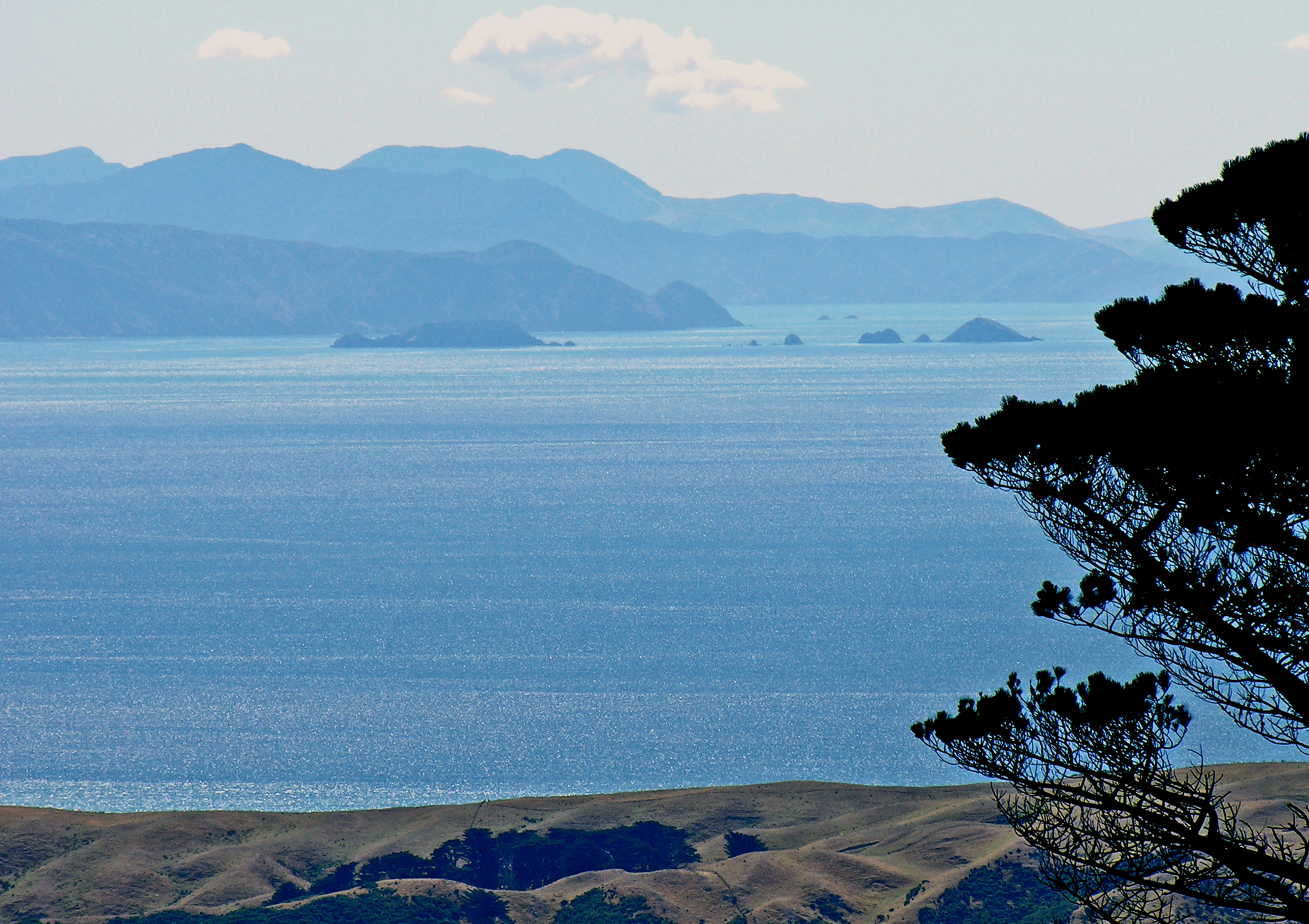
Cooksundet sett från Mount Kaukau.

Regionen upptar den yttersta delen av den södra spetsen på nordön och omgärdas av vatten i väster, söder och öster. I väster möter landet Tasmanhavet och i öster det mäktiga Stilla havet. Söder om regionen möts dessa två hav i det trånga och turbulenta Cooksundet. I Cooksundets smalaste del, mellan Cape Terawhiti och Perano Head, uppgår avståndet till endast 28 km. 
Inlandet i regionen är bergigt och har formats av samma förkastning som har skapat Sydalperna på Sydön. Landet är dock inte alls är lika bergigt som där.

## Historia
Européerna började bosätta sig i Wellingtonregionen 1839. Staden Wellington i regionen blev Nya Zeelands tredje huvudstad 1865, efter Auckland och Russell.

## Demografi
| Befolkningsutvecklingen i Wellington 1991–2018 | Befolkningsutvecklingen i Wellington 1991–2018 | Befolkningsutvecklingen i Wellington 1991–2018 | Befolkningsutvecklingen i Wellington 1991–2018 | Befolkningsutvecklingen i Wellington 1991–2018 |
| ---------------------------------------------- | ---------------------------------------------- | ---------------------------------------------- | ---------------------------------------------- | ---------------------------------------------- |
|                                                |                                                |                                                |                                                |                                                |
| År                                             |                                                |                                                | Folkmängd                                      |                                                |
| 1991                                           | 1991                                           |                                                | 400 284                                        |                                                |
| 1996                                           | 1996                                           |                                                | 414 048                                        |                                                |
| 2001                                           | 2001                                           |                                                | 423 765                                        |                                                |
| 2006                                           | 2006                                           |                                                | 448 959                                        |                                                |
| 2013                                           | 2013                                           |                                                | 471 315                                        |                                                |
| 2018                                           | 2018                                           |                                                | 506 814                                        |                                                |
|                                                |                                                |                                                |                                                |                                                |

## Kända personer från Wellington
- Michael Campbell - US Open vinnare 2005
- Jane Campion - filmskapare
- Russell Crowe - skådespelare
- Peter Jackson - filmskapare
- Katherine Mansfield - författare
- Jack Marshall - före detta premiärminister för Nya Zeeland
- Tana Umaga - rugbyspelare